# 鱼骨沙洲
鱼骨沙洲是位于中華人民共和國福建省东山县陈城镇歧下村金凤湾南端的一处海上沙洲，退潮时露出大部，因其状似一条大鱼的骨头架子而得名。沙洲面积可达500亩，南北长不足2000米，东西宽不过500米。沙洲已经成为一处旅游景点。 由于潮水和季风的改变，沙洲每年的形状都会有所不同。20世纪时，沙洲曾有成片的野草，几株木麻黄树，众多海鸥和海龟在沙洲上栖息。到了20世纪末，随着沿海采砂业的兴起，海砂被抽取上岸，沙洲面积一度缩小。后来，由于对采砂严格管控，沙洲才又渐渐变大。游客少时，有成群海鸥在此休息。 2017年，因为一条短视频，“鱼骨沙洲”走红网络，成了旅游景点。附近的岐下村于2018年出资成立了旅游公司，以便规范游客行为，保障游客安全。 由于游客日益增多，也出现了垃圾堆积的问题。